# イサカM37
イサカM37 (Ithaca Model 37) は、アメリカのイサカ・ガン・カンパニー社が製造している散弾銃。イサカは、ニューヨーク州の町の名前に由来する。

## 概要
1937年に完成。弾薬を装填するローディングゲートと空薬莢を排出するエジェクションポートを共通にすることでフレーム開口部を下部だけとした分、肉厚を薄くすることで軽量化に成功。当時では最も軽い散弾銃だったため、「フェザーライト」と呼ばれた。これは当時、ショットシェルが厚紙製であったことから、横殴りの雨の中でも銃の内部に水が入り込んでシェルが濡れ、火薬の吸湿による不発や紙の膨張による弾詰まりが起きることを阻止する狙いがあった。それゆえの信頼性の高さが買われ、その後は長きに渡って警察の車載用ショットガンとして使われ続けた。また、ベトナム戦争ではベトコンのトーチカや地下トンネル内の戦闘に重宝されたことでも有名である。
軍用はもちろん、狩猟やスポーツ射撃・自宅警備用など、民間用としてもベストセラーとなった。
1990年までに製造されたモデルは、ウィンチェスター社のM1897やM1912のようにトリガーを引いたままハンドグリップをコッキングすることによる連続射撃（スラムファイア）が可能で、ベトナム戦争など戦場で投入された際はM1897と同様に近接戦闘における大きな強みとなり、兵士には好まれた。しかし、スラムファイアは意図的な暴発による速射であり初心者には危険であり、犯罪者が使用した事件も起きたため、その後のモデルでは省かれた。

## 登場作品

### 映画・テレビドラマ
『L.A.コンフィデンシャル』
『Mr.&Mrs. スミス』
ジョン・スミスとジェーン・スミスが使用。
『アウト・フォー・ジャスティス』
『エイリアン2』
ドウェイン・ヒックス伍長がサイトの付いたステークアウトモデルを使用。
『ガントレット』
終盤の"ガントレット"シーンでフェニックス市警察が使用する。
『金田一少年の事件簿 香港九龍財宝殺人事件』
『コップランド』
『地獄の黙示録』
コルビー大尉が放熱カバーを装着したものを所持する。
『ターミネーターシリーズ』
『ターミネーター』
カイル・リースがパトカーから盗んだものを使用。携帯性向上のために銃床を切断している。また、T-800も奪ったパトカーに搭載されていたものを使用。
『ターミネーター3』
サラ・コナーが残した棺桶の中に収納されていた武器の1つとしてステークアウトモデルが登場。
『沈黙の逆襲』
『特捜刑事マイアミ・バイス』
シーズン2から5にかけてリカルド・タブスがピストルグリップ装着のソードオフモデルを使用。
『バッドボーイズ2バッド』
ギャングの1人が使用。
『ヒート』
ホテルで張り込みをしていたロサンゼルス市警察がステークアウトモデルを所持。
『レギオン』
『ロボコップ』
レオン・ナッシュが使用。
『マジェスティック』
『パトカーアダム30』
『遊星からの物体X』
アメリカ南極観測隊の基地に配備され、主にマクレディが使用。

### アニメ・漫画
『HUNTER×HUNTER（2011年）』
マフィア構成員が使用。
『青の祓魔師』
『エンジェル・ハート』
アニメ第9話の青龍部隊との戦闘で冴羽獠サイドの女性キャラがアサルトライフルからの切り替えで使用。
『学園黙示録 HIGHSCHOOL OF THE DEAD』
小室孝が南リカの自宅で手に入れたものを使用。
『ひぐらしのなく頃に解』
アニメ版第23話 祭囃し編 其の拾「決戦」にて葛西辰由がソードオフモデルを使用。
『ルパン三世 霧のエリューシヴ』
ノース兵が使用。

### 小説
『ゲート 自衛隊 彼の地にて、斯く戦えり』
主人公を監視する警務官が所持。本来自衛隊では採用されてないが、主人公を監視する際に「寄生生物モノのSF映画」を参考にしたため急遽採用された。

### ゲーム
『BIOSHOCK』
ソードオフモデルで登場。近距離では絶大な威力を誇る。
『Far Cry 2』
耐久度があり、使用し続けるとジャムを起こしたり、暴発したりする。
『グランド・セフト・オートシリーズ』
『GTA:VC』
「Shotgun」の名称で木製銃床のものが、「Studdy shotgun」の名称でフォアグリップを装着したストックレス仕様が登場する。
『GTA:SA』
「ショットガン」の名称で登場する。『GTA:VC』と同じく、銃床が木製。
『GTA:LCS』
「ショットガン」の名称で木製銃床のものが登場するが、フォアエンドが省略されている。また、「短銃身ショットガン」の名称で『GTA:VC』と同様に、フォアグリップを装着したストックレス仕様が登場する
『GTA:VCS』
「ショットガン」の名称で木製銃床のものが登場する。『GTA:LCS』同様に、フォアエンドが省略されている。
『コール オブ デューティ ブラックオプス』
ピストルグリップモデルが「STAKEOUT」の名で登場。
『コール オブ デューティ ブラックオプス コールドウォー』
「ハウアー77」の名称で登場。
『ドールズフロントライン』
『バイオハザード5』
レーザーサイトを装備したピストルグリップモデルが登場。
『バトルフィールドシリーズ』
『BFH』
『BFV』
「Model 37」の名称で援護兵の武器として登場。
『メタルギアシリーズ』
『MGS3』
『MPO』
『MPO+』
『MGSPW』
上記作品に銃身と銃床を切り詰めたソードオフバージョンが登場。
『トータル・タンク・シミュレーター』
model37として米軍のショットガン兵が装備している。